# Bourg de Dovmont
Le bourg de Dovmont est constitué de constructions en pierre datant du XIIe siècle, qui renforçaient le dispositif défensif du krom de Pskov en élargissant la surface de cette forteresse et protégeant les immeubles urbains de Pskov. Sa surface s'étendait sur 13,500 mètres carrés. Son nom lui vient de celui de Dovmont de Pskov (baptisé sous le nom de Timothée), prince de Pskov de 1266 à 1299.

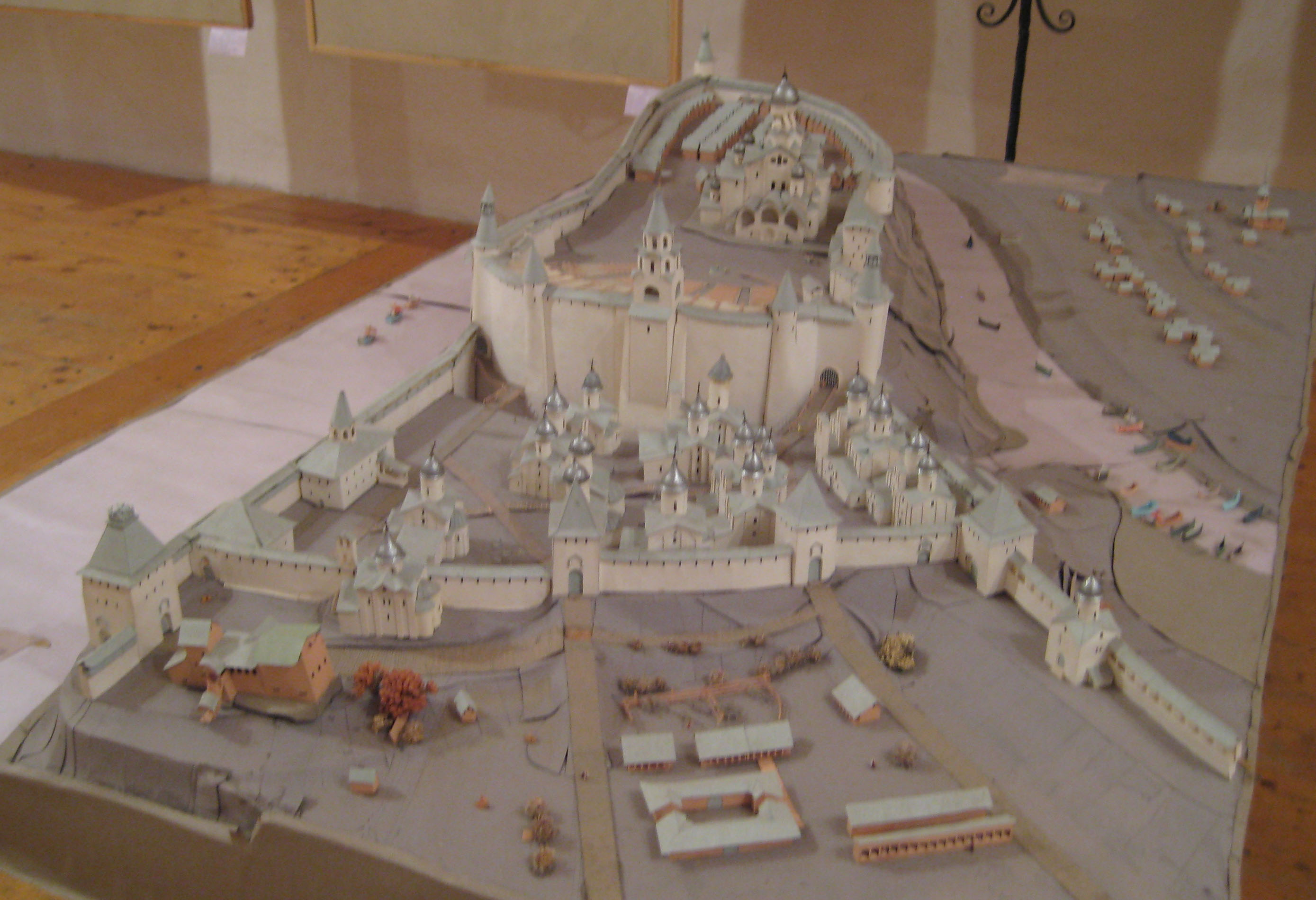
Vue du krom de Pskov et du bourg de Dovmont au XVIe siècle Maquette

## Histoire
Le mur de défense du krom de Pskov appelé « Persi » se trouve au nord du bourg de Dovmont, qui le jouxte. Les murs du bourg prolongent ceux de la forteresse vers le sud et ont été construits à l'époque du règne du prince Dovmont de Pskov. Le mur occidental du bourg domine la rivière Velikaia qui se jette dans le lac de Pskov appelé lac Peipous. C'est là qu'est déplacé le centre administratif, appelé plus tard (au XIVe siècle le « bourg de Dovmont », (dont la première mention date de 1370) , C'est là aussi, qu'au XVe siècle, sont construites les tours Rybnitskaïa (tour située au-dessus des Saintes Portes) et Saint-Blaise (Vlasievskaïa)

Les murs de Dovmont constituent une seconde ceinture d'enceinte de la forteresse de Pskov
 
Au XVe siècle et XVIe siècle, il n’y avait pas moins de dix-sept édifices religieux dans le bourg de Dovmont. Beaucoup furent détruits durant les XVIe siècle et XVIIe siècle.
 Les lieux servirent alors d'emplacement pour des canons et les églises encore en état, d'arsenal. Peu à peu, le bourg se vida de ses habitants.
À l'époque de l'occupation de Pskov par les Allemands durant la Seconde Guerre mondiale une batterie anti-aérienne était placée dans le bourg de Dovmont. 
Les recherches archéologiques entreprises par le musée de l'Ermitage dans les années 1978-1979 ont permis de découvrir des pièces anciennes, des bijoux, des armes, des armures, des munitions, des documents sur écorce de bouleau, des fresques sur les murs des églises et de reconstituer l'aspect général du bourg. 
La découverte et la préservation des fresques concerne l'église Saint-Nicolas-des-Douves et l'église de l'Intercession. Les fondations des édifices religieux ont été mises au jour et dépassent le niveau du sol pour qu'ils restent visibles.
En 1972, pour le 730e anniversaire de la victoire d'Alexandre Nevsky contre les chevaliers teutoniques, sur le lac Peipous en 1242, une sculpture monumentale a été apposée sur le mur dit « Persi » qui domine le site du bourg. Elle est l'œuvre de Vsevolod Petrovitch Smirnov et représente une épée suspendue devant un bouclier.
Au sud se trouve la Chancellerie (Prikaznye palaty), siège des autorités municipales, datant de 1692—1693.
Le bourg de Dovmont a fini par être intégré à la ville de Pskov.

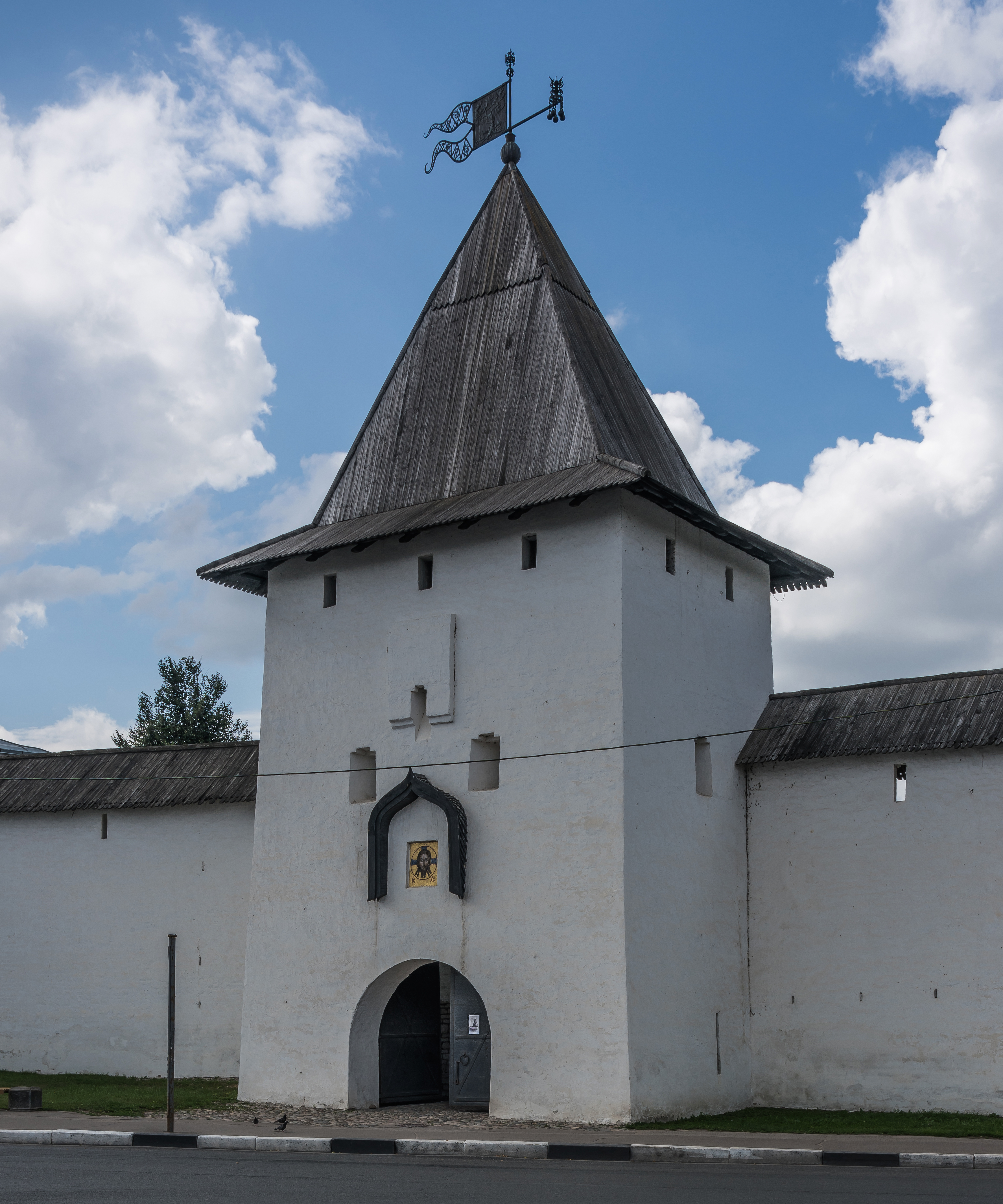
Tour Rybnitskaia.
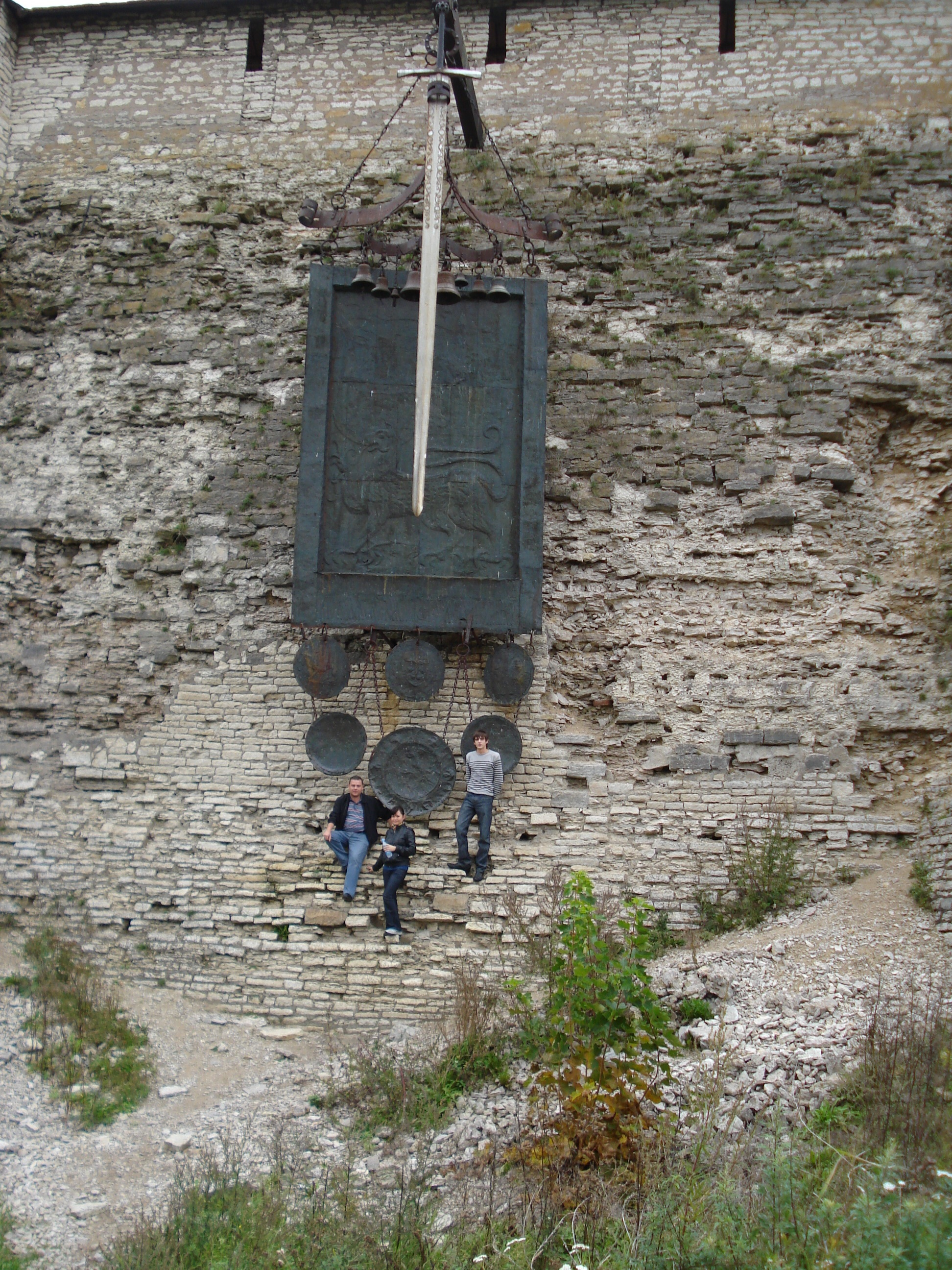
Sculpture en mémoire de la victoire d'Alexandre Nevski de 1242.
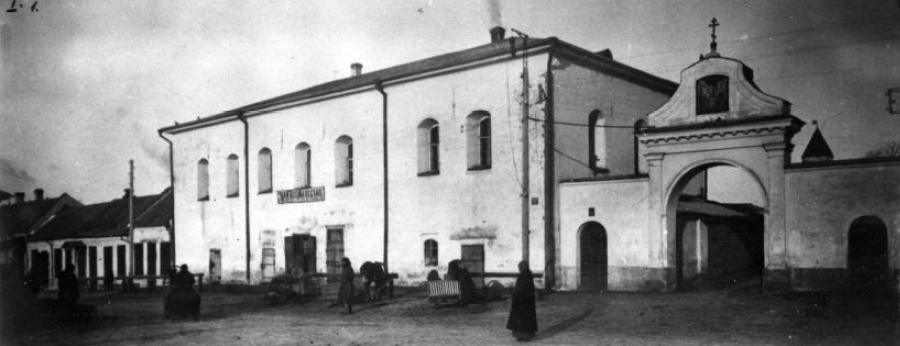
Chancellerie, photo d'avant la révolution d'Octobre.